# Apatelodes pandara
Apatelodes pandara is een vlinder uit de familie van de Apatelodidae. De wetenschappelijke naam van de soort is voor het eerst geldig gepubliceerd in 1893 door Herbert Druce.